# Battaglia di Alesia
La battaglia di Alesia si svolse nell'anno 52 a.C. nella terra dei Mandubi (nel "cuore" della Gallia transalpina), tra l'esercito romano guidato da Gaio Giulio Cesare e le tribù galliche guidate da Vercingetorige, capo degli Arverni, nell'ambito della conquista della Gallia.
L'esito finale della battaglia fu favorevole ai Romani che, al termine dello scontro, poterono annettere i nuovi territori alla provincia della Gallia Narbonense (nel 50 a.C.). Il cuore dei domini dei Celti, come in precedenza era stato per gli Etruschi e i popoli italici, i Greci della Magna Grecia, i Cartaginesi e altri ancora, era così annesso alla Repubblica romana.
Alesia fu l'ultimo fra i grandi scontri tra Galli e Romani e segnò il punto di svolta delle guerre galliche in favore di Roma. Dopo di essa, quelle poche popolazioni indigene che osarono ribellarsi al volere del proconsole romano furono schiacciate in modo definitivo l'anno seguente (51 a.C.).

## Contesto storico
Giulio Cesare arrivò in Gallia nel 58 a.C., dopo il consolato dell'anno precedente. Era, infatti, consuetudine che i consoli, gli ufficiali più elevati in grado di Roma, alla fine del loro mandato fossero nominati governatori in una delle province dal Senato. Grazie agli accordi del Primo triumvirato (l'alleanza politica non ufficiale con Gneo Pompeo Magno e Marco Licinio Crasso), Cesare fu nominato governatore della Gallia Cisalpina (la regione, compresa fra Alpi, Appennini e Adriatico, che corrisponde all'odierna Italia settentrionale), dell'Illirico e della Gallia Narbonense.
Cesare, col pretesto di dover impedire che il popolo degli Elvezi attraversasse la Gallia e si stabilisse in una posizione scomoda per Roma, a occidente dei suoi possedimenti della provincia narbonense, s'intromise negli affari interni di queste popolazioni. Una a una tutte le popolazioni della Gallia furono sconfitte dal proconsole romano: cominciò da quelle della Gallia Belgica, per poi spingersi fino a sottomettere quelle della costa atlantica, fino all'Aquitania. Furono battute, inoltre, le popolazioni germaniche di Ariovisto nell'Alsazia (Cesare passò il Reno per due volte, nel 55 e 53 a.C.) e il proconsole, primo tra i Romani, condusse due spedizioni contro i Britanni d'oltre Manica nel 55 e 54 a.C.

### Preludio alla battaglia
|  |  |

Nell'inverno del 53-52 a.C. le agitazioni in Gallia non erano ancora finite, benché Cesare fosse tornato a svolgere le normali pratiche amministrative nella Gallia Cisalpina ed a controllare più da vicino quanto accadeva a Roma in sua assenza. Il primo segnale di una coalizione gallica si manifestò quando i Carnuti uccisero tutti i coloni romani nella città di Cenabum (la moderna Orléans). Questo scoppio di violenza fu seguito dal massacro di altri cittadini romani, mercanti e coloni, nelle principali città galliche. Venuto a conoscenza di tali eventi, Cesare radunò rapidamente alcune coorti (unità militari romane, composte ciascuna da 480 legionari; dieci di queste unità tattiche formavano una legione per un totale di 4800 armati), reclutate nel corso dell'inverno ad integrazione dell'esercito lasciato a svernare in Gallia, ed attraversò le Alpi, ancora coperte dalle nevi. Le operazioni che seguirono furono condotte con la solita e proverbiale rapidità propria del proconsole romano, fino al ricongiungimento con le truppe lasciate nel cuore della Gallia, ad Agendico. Qui Cesare divise le proprie forze inviando quattro legioni, affidate a Tito Labieno, a combattere i Senoni ed i Parisi a nord. A se stesso riservò il compito più difficile: quello di rincorrere Vercingetorige, il capo della rivolta, fino alla capitale del popolo degli Arverni.
I due eserciti si scontrarono presso la collina fortificata di Gergovia, dove Vercingetorige riuscì - più per l'indisciplina dei legionari romani che per demeriti dello stesso Cesare - ad ottenere una limitata vittoria. Cesare, dopo aver sfidato il capo della coalizione delle tribù della Gallia a battaglia schierando per due giorni consecutivi l'esercito ai piedi della capitale arverna, preferì tornare ad Agendico e ricongiungersi con l'armata del suo luogotenente Labieno.
Forti di questo primo, seppur parziale e non determinante successo, le tribù galliche decisero di unire le forze per provare a cacciare definitivamente l'invasore romano. Un concilio generale fu organizzato a Bibracte grazie all'iniziativa degli Edui, che erano stati fino ad allora fedeli alleati di Cesare. Solo i Remi ed i Lingoni preferirono mantenere l'alleanza con Roma. Il concilio nominò Vercingetorige, re degli Arverni, comandante degli eserciti gallici uniti.
Poco prima di raggiungere il luogo della battaglia finale, la rocca di Alesia nel territorio dei Mandubi, i due contendenti ebbero un nuovo scontro, combattuto dalle rispettive cavallerie:
(Cesare, De bello Gallico, VII, 67.)
Messa in fuga la sua cavalleria, Vercingetorige si decise a marciare in direzione di Alesia mentre Cesare, collocate le salmerie sopra un colle vicino e lasciate a guardia due legioni, inseguì il nemico per il resto della giornata e, dopo aver ucciso tremila uomini della sua retroguardia, il giorno seguente si accampò presso l'oppidum dei Mandubi. Qui, secondo Carcopino, Cesare, con implacabile logica, aveva previsto che sarebbe andato a rifugiarsi il capo degli Arverni, posizione apparentemente e sufficientemente sicura dove poter cullare l'illusione di essere invulnerabile, mentre i picconi dei legionari e la tecnica dei genieri romani lo avrebbero imprigionato senza speranza.

## Forze in campo

### I Romani
L'esercito romano, al comando di Cesare, poteva contare su tre validi legati - Marco Antonio, Tito Labieno e Gaio Trebonio - e ben dieci legioni o forse undici (la VI, VII, VIII, IX, X, XI, XII, XIII, XIV, XV e la I, prestata a Cesare da Pompeo Magno dal 53 a.C.).

### I Galli
La coalizione delle tribù galliche che si era riunita sotto la guida di Vercingetorige, re degli Arverni, constava secondo quanto racconta Cesare di ben ottantamila armati, di cui quindicimila cavalieri, e si accampò lungo il lato orientale della città di Alesia dopo aver scavato un fosso ed eretto un muro alto sei piedi (poco meno di due metri) a protezione.
Nel suo De bello Gallico, Cesare riferisce inoltre che l'esercito gallico giunto in soccorso contava duecentoquarantamila fanti ed ottomila cavalieri: cifre non necessariamente non veritiere, considerata l'importanza dello scontro finale, anche se le uniche testimonianze scritte sono di fonte romana, e che potrebbero risultare, pertanto, "di parte".
(Cesare, De bello Gallico, VII, 75.)
Al comando di questo immenso esercito di soccorso furono posti l'atrebate Commio, gli edui Viridomaro ed Eporedorige e l'arverno Vercassivellauno, cugino di Vercingetorige.

### Le cifre della battaglia
È molto difficile disporre di un calcolo preciso riguardo alla grandezza numerica degli eserciti ed al numero di perdite umane subite. Tali grandezze sono sempre state un'arma di propaganda potente, e sono pertanto sospette. L'unico fatto certo è, come racconta lo stesso Cesare, che ogni legionario ricevette un gallo come schiavo (il che significa quarantacinquemila uomini, ovviamente facenti parte dell'esercito assediato) e che furono lasciati liberi ben ventimila armati appartenenti ai popoli di Edui ed Arverni. Considerando le cifre di quanti tra gli assediati rimasero in vita (circa sessantacinquemila), se ne deduce che nel corso degli scontri avvenuti durante il mese e più di assedio, potrebbero aver perduto la vita attorno ai quindicimila armati Galli, cifra plausibile in base ai dati forniti da Cesare, il quale aveva indicato in ottantamila il numero complessivo dell'esercito di Vercingetorige, prima dell'arrivo dell'esercito gallico di soccorso.
L'esercito di soccorso subì verosimilmente pesanti perdite, come frequentemente accadeva nelle battaglie dell'antichità, quando a provocare la sconfitta e il successivo massacro a senso unico era la perdita di coesione negli schieramenti dell'esercito che aveva la peggio.

## Assedio alla città
La scelta di rifugiarsi nella rocca di Alesia si rivelò per Vercingetorige una trappola, al contrario di quanto era successo a Gergovia, poiché le imponenti opere di assedio costruite dall'esercito di Cesare riuscirono a bloccare del tutto i rifornimenti agli assediati e neppure l'arrivo dell'esercito della coalizione gallica poté salvare Vercingetorige e la sua armata dalla resa finale e dalla sottomissione dell'intera Gallia al dominio romano. L'assedio ebbe inizio molto probabilmente con i primi di settembre del calendario giuliano, come suggerisce Albino Garzetti.

### Le opere d'assedio

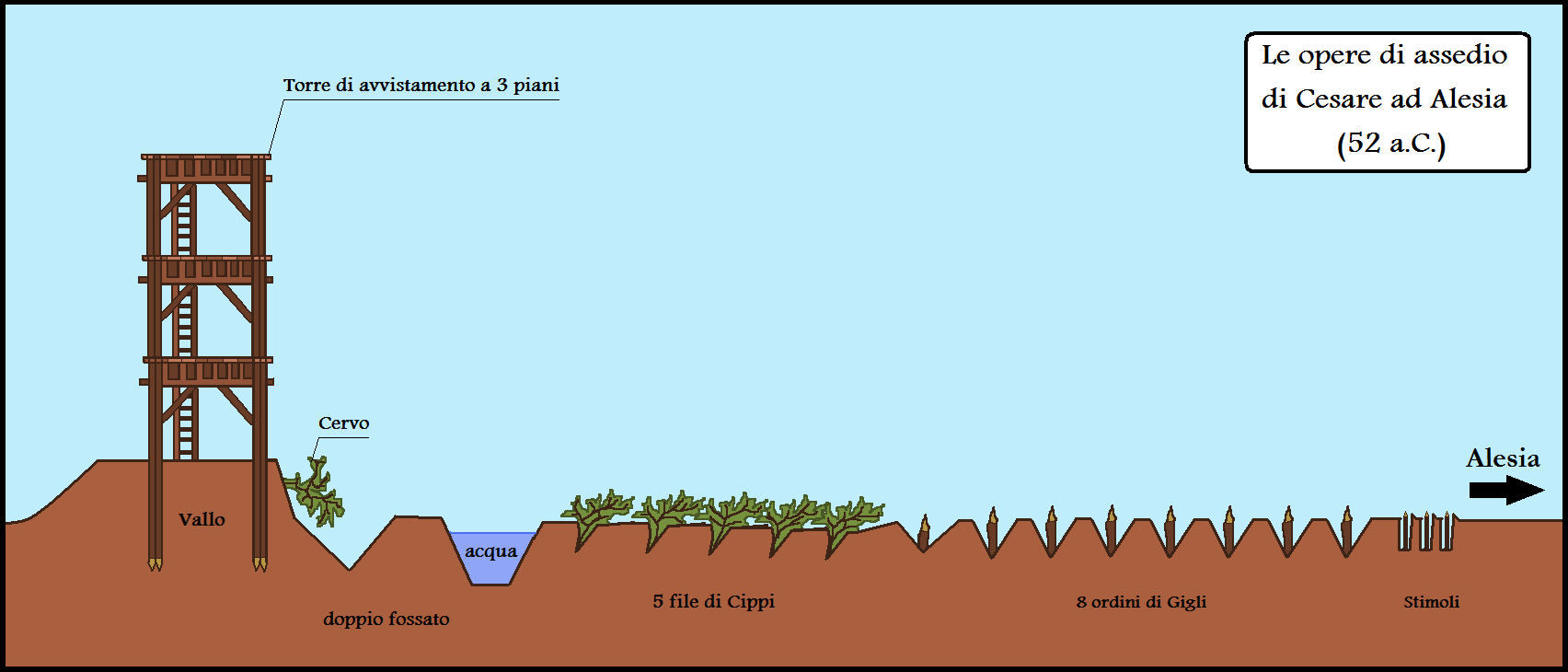
Ricostruzione grafica delle fortificazioni di Cesare ad Alesia (52 a.C.)

Alesia era su una posizione fortificata in cima ad una collina con spiccate caratteristiche difensive, circondata a valle da tre fiumi (l'Ose a nord, l'Oserain a sud ed il Brenne ad ovest). Per tali ragioni Cesare ritenne che un attacco frontale non avrebbe potuto avere buon esito ed optò per un assedio, nella speranza di costringere i Galli alla resa per inedia. Considerato che circa ottantamila soldati si erano barricati nella città, oltre alla popolazione civile locale dei Mandubi, sarebbe stata solo questione di tempo: la fame prima o poi li avrebbe condotti alla morte o costretti alla resa.
Per garantire un perfetto blocco, Cesare ordinò la costruzione di una serie di fortificazioni, chiamate "controvallazione" (interna) e "circonvallazione" (esterna), attorno ad Alesia. I dettagli di quest'opera ingegneristica sono descritti da Cesare nei Commentari e confermati dagli scavi archeologici nel sito. Per prima cosa Cesare fece scavare una fossa (ad occidente della città di Alesia, tra i due fiumi Ose e Oserain) profonda venti piedi (pari a circa sei metri), con le pareti dritte in modo che il fondo fosse tanto largo quanto distavano i margini superiori. Ritirò, quindi, tutte le altre fortificazioni a quattrocento passi da quella fossa ad occidente (seicento metri circa).
A questo punto, fu costruita, nel tempo record di tre settimane, la prima "circonvallazione" di quindici chilometri tutto intorno all'oppidum nemico (pari a dieci miglia romane) e, all'esterno di questo, per altri quasi ventun chilometri (pari a quattordici miglia), la "controvallazione".
Le opere comprendevano:

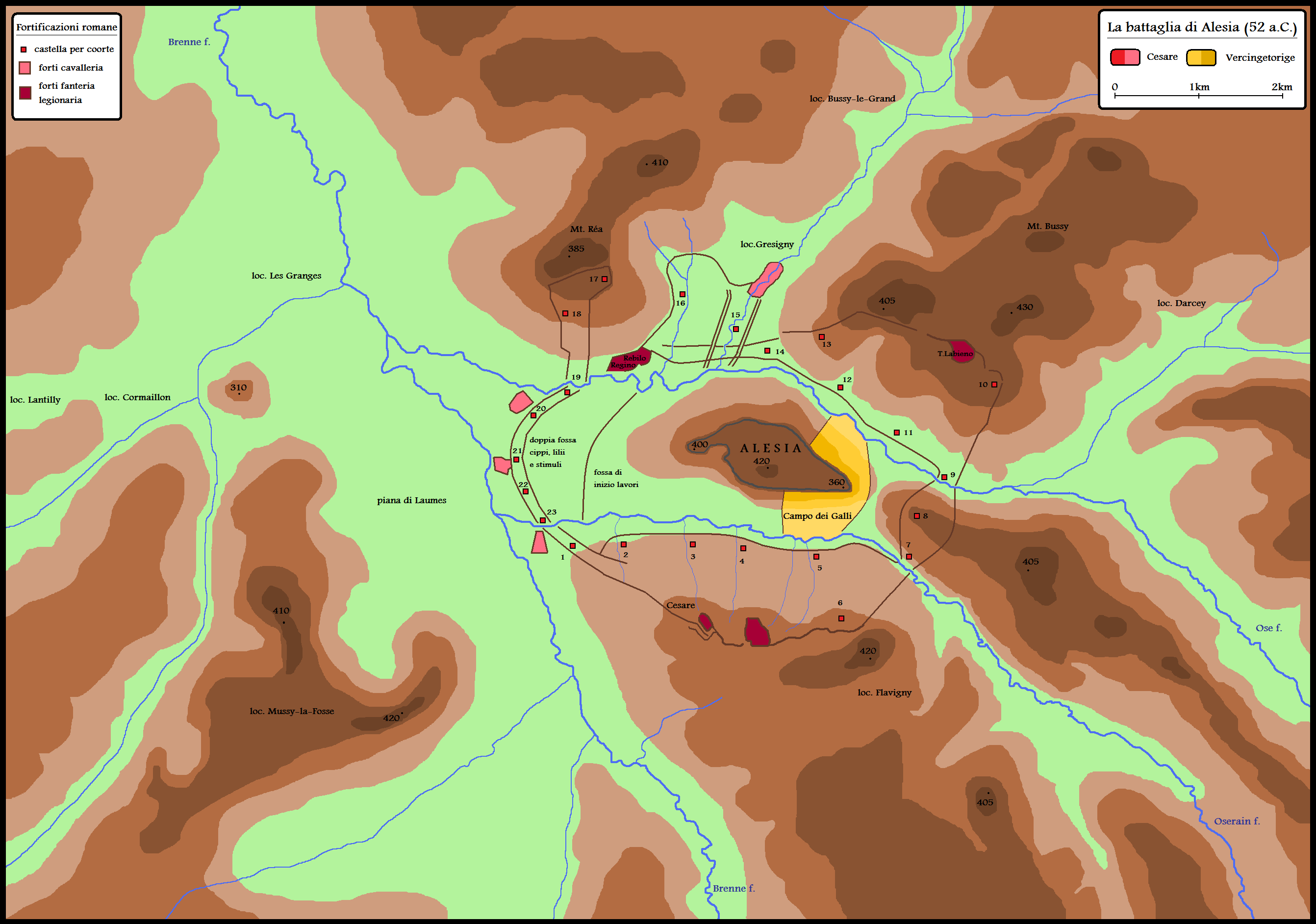
Le fortificazioni costruite da Cesare ad Alesia, nell'ipotesi della locazione della battaglia presso Alise-sainte-Reine (52 a.C.).

- due valli (uno esterno ed uno interno) sormontati da una palizzata, la cui altezza complessiva era di tre metri e mezzo (dodici piedi);
- due fosse larghe quattro metri e mezzo e profonde circa uno e mezzo lungo il lato interno, dove la fossa più vicina alla fortificazione fu riempita con l'acqua dei fiumi circostanti;[20]
- oltre i fossati si trovavano inoltre trappole e profonde buche (dal "cervus" sul fronte del vallo sotto la palizzata, a cinque ordini di "cippi", otto di "gigli" e numerosi "stimoli"[22]) per limitare le continue sortite dei Galli, che spesso attaccavano con grande violenza i Romani occupati nella costruzione della fortificazione uscendo da più porte della città di Alesia;
- quasi un migliaio di torri di guardia equidistanti a tre piani (a venticinque metri circa, l'una dall'altra), presidiate dall'artiglieria romana;[20]
- ben ventitré fortini ("castella"), nei quali di giorno erano posti dei corpi di guardia affinché i nemici non facessero improvvise sortite (probabilmente occupati ciascuno da una coorte legionaria), di notte erano tenuti da sentinelle e da solidi presidi;[11]
- quattro grandi campi per le legioni (due per ciascun castrum) e quattro campi per la cavalleria, legionaria, ausiliaria e germanica.[23]

Erano necessarie considerevoli capacità ingegneristiche per realizzare una tale opera, ma non nuove per uomini come gli edili, gli ufficiali di Roma, che solo pochi anni prima, in dieci giorni, avevano costruito un ponte attraverso il Reno con somma meraviglia dei Germani. Ed infine, per non trovarsi poi costretto ad uscire dal campo con pericolo per l'incolumità delle sue armate, Cesare ordinò di avere un deposito di foraggio e di frumento per trenta giorni.

### I primi attacchi dei Galli assediati
Appena i Romani ebbero terminato le prime fortificazioni nella piana di Laumes, ad occidente di Alesia (che si estende per tre miglia romane tra quei colli), la cavalleria di Vercingetorige attaccò durante i lavori di costruzione, nel tentativo di evitare il completo accerchiamento. La cavalleria romana, appoggiata dalle legioni schierate di fronte alle fortificazioni, e quella degli alleati Germani non solo riuscirono a respingere quella gallica, ma la rincorsero fino al loro campo, sterminandone la retroguardia e generando grande paura negli assediati.
Prima che i Romani terminassero la linea fortificata, Vercingetorige decise di lasciar partire, in piena notte, l'intera cavalleria, affinché ciascun cavaliere si recasse presso la propria nazione d'origine e chiedesse aiuto a chiunque fosse in età a portare le armi. Dopo aver saputo di avere provviste sufficienti per un solo mese, ordinò che gli fossero consegnate interamente, stabilendo che chiunque non avesse ubbidito ai suoi ordini sarebbe stato messo a morte. Distribuì per ogni uomo il bestiame che i Mandubi avevano raccolto prima dell'inizio dell'assedio e, infine, ritirò l'intero esercito dentro le mura della città, preparandosi ad attendere gli aiuti esterni della Gallia per l'attacco finale.
Anticipando il rischio che potesse giungere un esercito di soccorso ai Galli assediati, Cesare aveva ordinato la costruzione di una seconda linea di fortificazioni, la "controvallazione", rivolta verso l'esterno. Lungo questa linea esterna, che si estendeva per quasi ventun chilometri, erano posti quattro accampamenti di cavalleria ed altrettanti per la fanteria legionaria. Questa serie di fortificazioni aveva lo scopo di difendere l'esercito romano quando fossero giunte le imponenti forze di soccorso dei Galli. I Romani si sarebbero così trovati nella condizione di essere assedianti ed assediati contemporaneamente.

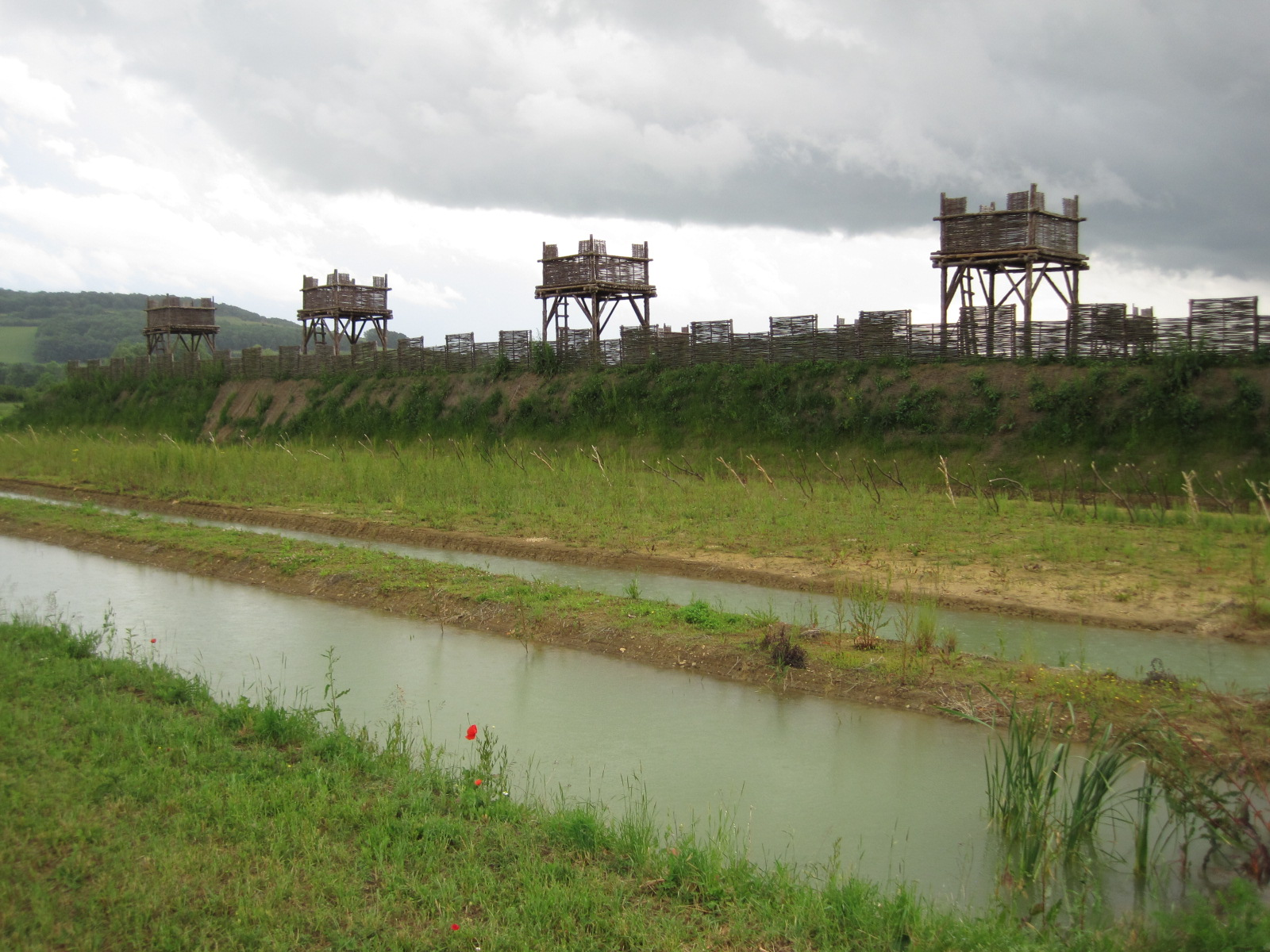
Ricostruzione delle fortificazioni dell'esercito di Cesare ad Alesia (MuseoPark di Alesia).

Mentre Cesare provvedeva alla costruzione di questa seconda linea di fortificazioni, le condizioni di vita dentro Alesia cominciarono a farsi insostenibili per gli assediati. Si racconta che, passato il giorno nel quale gli assediati aspettavano gli aiuti dai loro alleati, consumato tutto il frumento, si riunirono in consiglio per valutare la situazione ed il da farsi:
(Cesare, De bello Gallico, VII, 77.)
Al termine di questa riunione, Vercingetorige e l'intero Consiglio stabilirono che tutti quelli che per età o salute non erano adatti alla guerra, uscissero dalla città. Non potevano considerare di accogliere l'opinione di Critognato se non in ultima analisi. Decisero, pertanto, di costringere le donne, i bambini ed i vecchi del popolo dei Mandubi ad uscire dalla cittadella nella speranza non solo di risparmiare cibo per i soldati, ma che Cesare potesse accoglierli nelle fortificazioni, per poi lasciarli andare liberi. Ma ciò non avvenne poiché, come racconta Dione, morirono tutti di fame tra le mura della città di Alesia e le linee fortificate romane, nella "terra di nessuno". Cesare, infatti, dispose numerose guardie sul bastione e vietò che fossero accolti malgrado le loro preghiere ed i pianti.
Il destino di quei civili peggiorò il già compromesso morale all'interno delle mura. La fortuna volle però che di lì a poco, in quelle ore disperate, giungesse finalmente l'esercito gallico di soccorso, dando loro nuove energie a resistere all'assedio e combattere per la possibile vittoria finale.

### I successivi attacchi combinati dell'esercito gallico di soccorso
L'esercito di soccorso gallico sembra non sia arrivato prima dell'inizio di ottobre del calendario giuliano, come suggerisce Albino Garzetti. Occupato un colle esterno alla linea romana, si accamparono a non più di un miglio romano dalle fortificazioni di Cesare.
Gli attacchi dei Galli, che si susseguirono per più giorni successivi, furono condotti contemporaneamente lungo le fortificazioni interne ed esterne romane, per spezzarne definitivamente l'assedio, ma non sortirono alcun successo. Al contrario provocarono ingenti perdite di vite umane soprattutto tra le schiere dell'esercito di soccorso dei Galli.

#### Primo attacco dei Galli: scontro di cavallerie

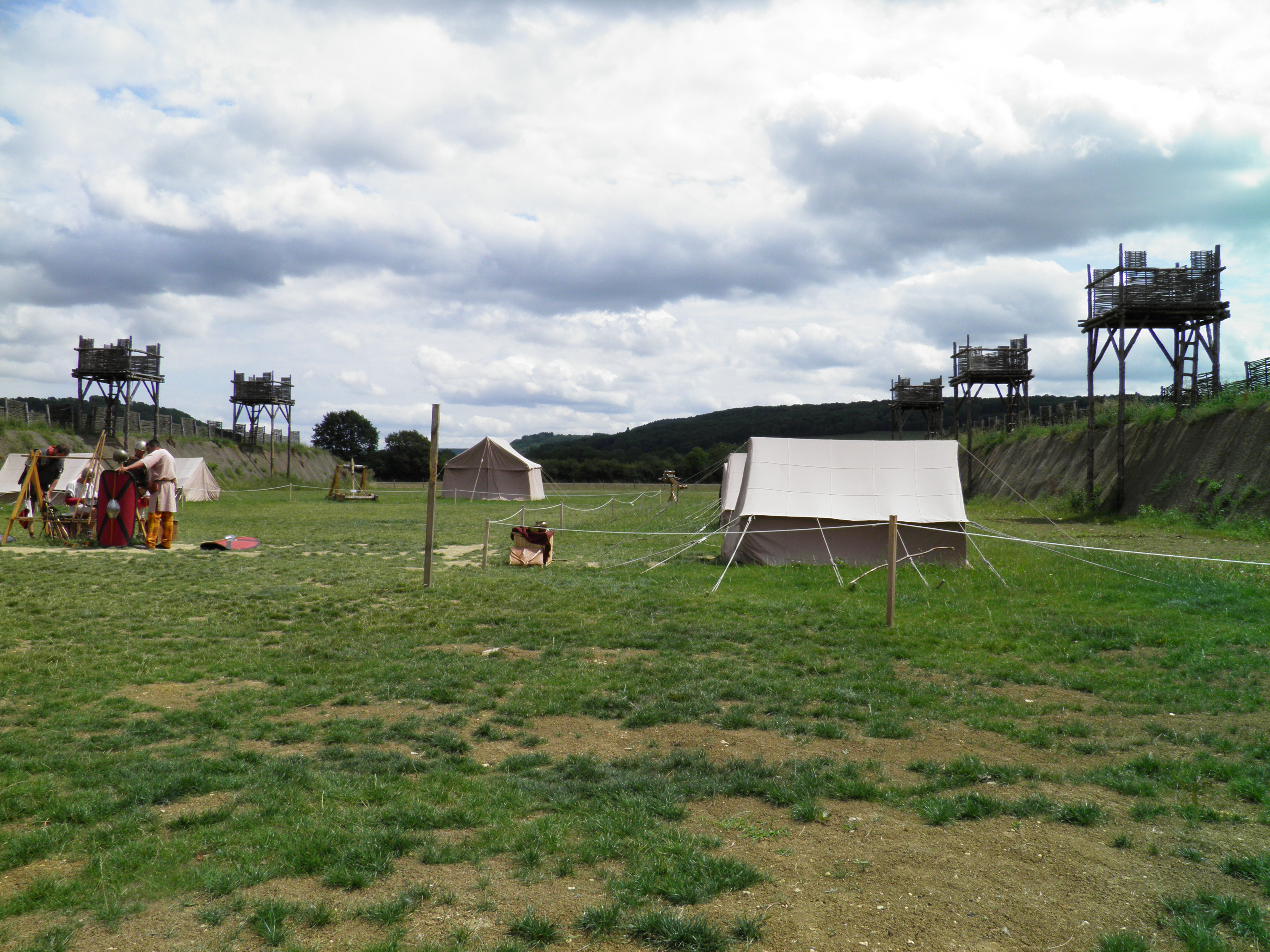
Ricostruzione delle fortificazioni di Cesare, all'interno degli accampamenti romani, tra la controvallazione interna e la circonvallazione esterna

Il giorno successivo all'arrivo dell'esercito di soccorso, i capi dei Galli disposero la cavalleria in modo da riempire tutta la piana ad occidente delle fortificazioni romane (per circa tre miglia), mentre collocarono le fanterie in luoghi più elevati, in posizione un poco arretrata (ai piedi della collina di Mussy-la-Fosse). Dall'alto della città di Alesia si potevano vedere chiaramente le manovre operate dall'esercito di soccorso, tanto che gli assediati si precipitarono all'esterno, prendendo posizione davanti alla città, coprendo con graticci e riempiendo con terra la fossa più vicina (distante dalle fortificazioni romane seicento metri), pronti ad intervenire lungo il fronte interno.
Cesare, avendo disposto per ogni unità di fanteria uno specifico settore lungo le due linee di fortificazione (sia interna, sia esterna), ordinò che la cavalleria fosse condotta fuori dagli accampamenti ed attaccasse battaglia. Dall'alto delle colline le fanterie legionarie e le falangi galliche potevano così godersi l'intera vista della piana di Laumes, e seguire l'evolversi di questa battaglia equestre tra i due schieramenti.
Il combattimento cominciò attorno a mezzogiorno e durò fino al tramonto con esito incerto. I Galli, pur in superiorità numerica, non riuscirono ad avere la meglio sulla cavalleria romana, che si batté con onore di fronte alle legioni schierate, quasi queste assistessero ad uno spettacolo gladiatorio:
(Cesare, De bello Gallico, VII, 80.)
E quando sembrò che le sorti della battaglia fossero ormai decise, in una sorta di pareggio tra le parti, Cesare, a sorpresa, inviò lungo un fianco dello schieramento gallico la cavalleria germanica, la quale riuscì non solo a respingere il nemico, ma a far strage degli arcieri che si erano mischiati alla cavalleria, inseguendone le retroguardie fino al campo dei Galli. L'esercito di Vercingetorige che si era precipitato fuori dalle mura di Alesia, rattristato per l'accaduto fu costretto a tornare all'interno della città, quasi senza colpo ferire.

#### Secondo attacco: di notte

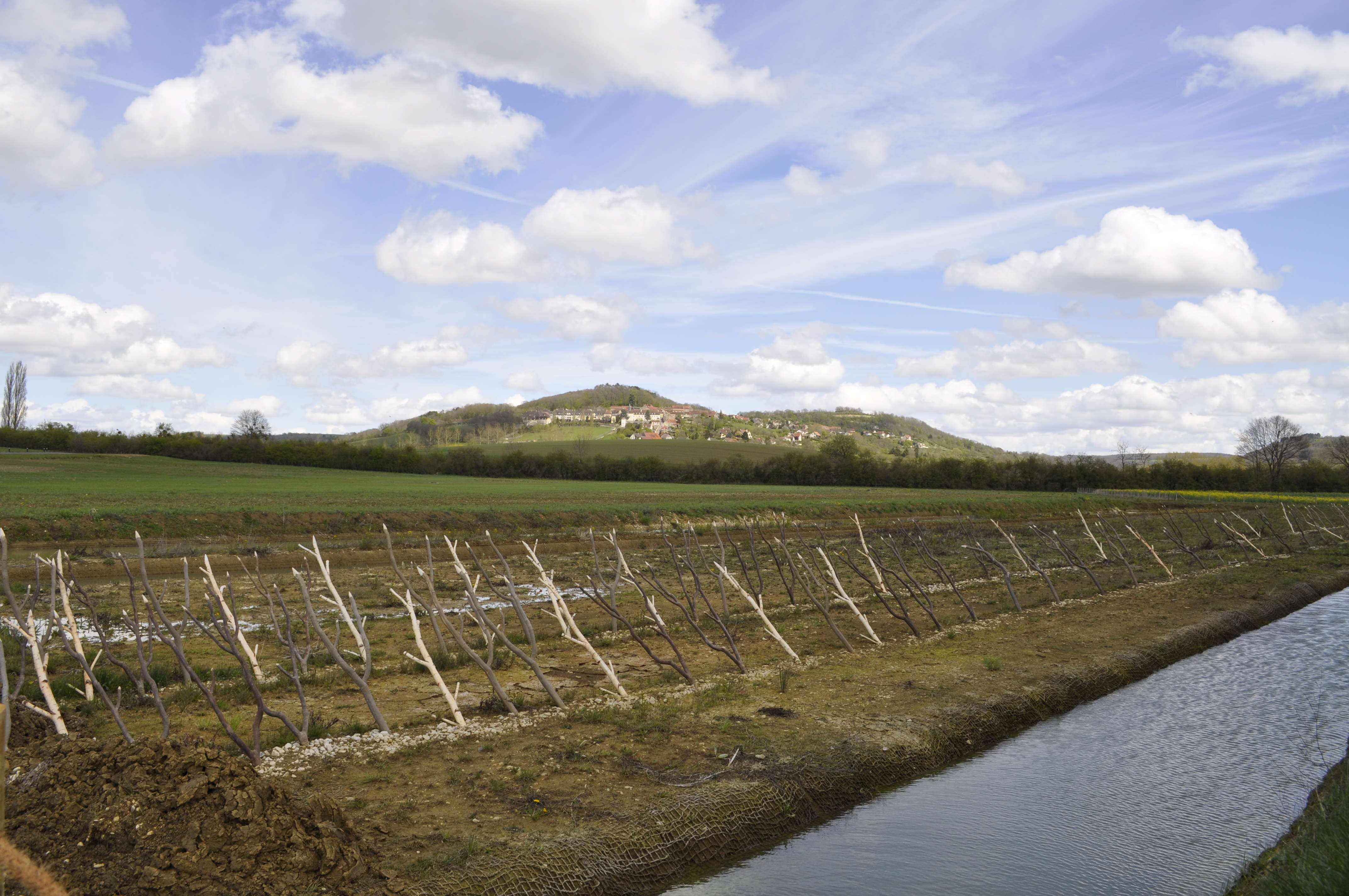
Ricostruzione delle cinque file di cippi e sullo sfondo Alise-Sainte-Reine.

I Galli lasciarono passare un giorno, durante il quale prepararono un gran numero di graticci, scale e arpioni. Usciti dal loro campo in silenzio a mezzanotte, si accostarono alle fortificazioni della piana di Laumes e, levato un grido per segnalare il loro attacco agli assediati di Alesia, cominciarono a gettare i graticci, a respingere i difensori che accorrevano lungo le fortificazioni con fionde, frecce e pietre, ed a scalare il vallo romano. I Romani, preparati a questo genere di attacchi, prese le posizioni assegnate in precedenza, riuscirono a tener lontani i Galli, con fionde che lanciavano proiettili da una libbra, con pali, proiettili di piombo e macchine da getto (catapulte, baliste ed onagri). I legati Marco Antonio e Gaio Trebonio, cui era toccato il compito di difendere quella parte, mandavano truppe tolte ai fortini più lontani in soccorso di quelle posizioni sotto l'attacco delle truppe galliche.
Nel corso di questa prima fase vi furono numerosi feriti da entrambe le parti a causa dell'oscurità. Con l'approssimarsi del giorno, i Romani presero il sopravvento, bersagliando il nemico con lanci sempre più precisi dall'alto delle torri di avvistamento o da dietro la palizzata merlata, tanto da costringere i Galli a ritirarsi anche per il timore di essere presi alle spalle dalle cavallerie provenienti dagli accampamenti superiori. Ancora una volta, gli assediati di Alesia, essendosi attardati troppo nell'eseguire i preparativi per attaccare la linea interna delle fortificazioni romane e visto ormai che l'esercito di soccorso si stava ritirando, desistettero anch'essi e, senza aver concluso nulla, tornarono all'interno della città.

#### Terzo attacco: l'assalto finale
Respinti due volte con grandi perdite di vite umane, l'esercito di soccorso dei Galli decise, dopo aver eseguito una meticolosa ricognizione delle posizioni difensive romane, di attaccare il campo superiore, che sorgeva in una posizione quasi sfavorevole in leggero declivio, ai piedi di un colle (Monte Réa, 386 m), che a causa della sua ampiezza non era stato inglobato nella linea fortificata romana. Questo campo era stato affidato ai legati legionari Gaio Antistio Regino (legione XI) e Gaio Caninio Rebilo (legione I).
Il consiglio di guerra gallico deliberò di selezionare sessantamila armati tra i più valorosi e di sferrare un attacco a sorpresa nel punto più debole dello schieramento romano, affidandone il comando all'arverno Vercassivellauno, cugino di Vercingetorige e uno dei quattro comandanti supremi. Vercassivellauno, uscito dal campo in piena notte e terminata la marcia prima che sorgesse l'alba, si nascose dietro al monte Réa, dove fece riposare i soldati in attesa di lanciare l'attacco finale. Attorno a mezzogiorno, come stabilito, mosse la sua armata verso il campo superiore di Regino e Caninio, mentre contemporaneamente dal grande campo gallico dell'esercito di soccorso veniva inviata l'intera cavalleria ed altri reparti di truppe nella piana di Laumes, di fronte alle fortificazioni romane.
Vercingetorige, visti i movimenti dell'esercito di soccorso dalla rocca di Alesia, uscì dalla città, portando avanti graticci, pertiche, falci e tutto quanto possedeva per provare a spezzare l'assedio romano. L'attacco avvenne in contemporanea su almeno tre fronti.
(Cesare, De bello Gallico, VII, 84.)

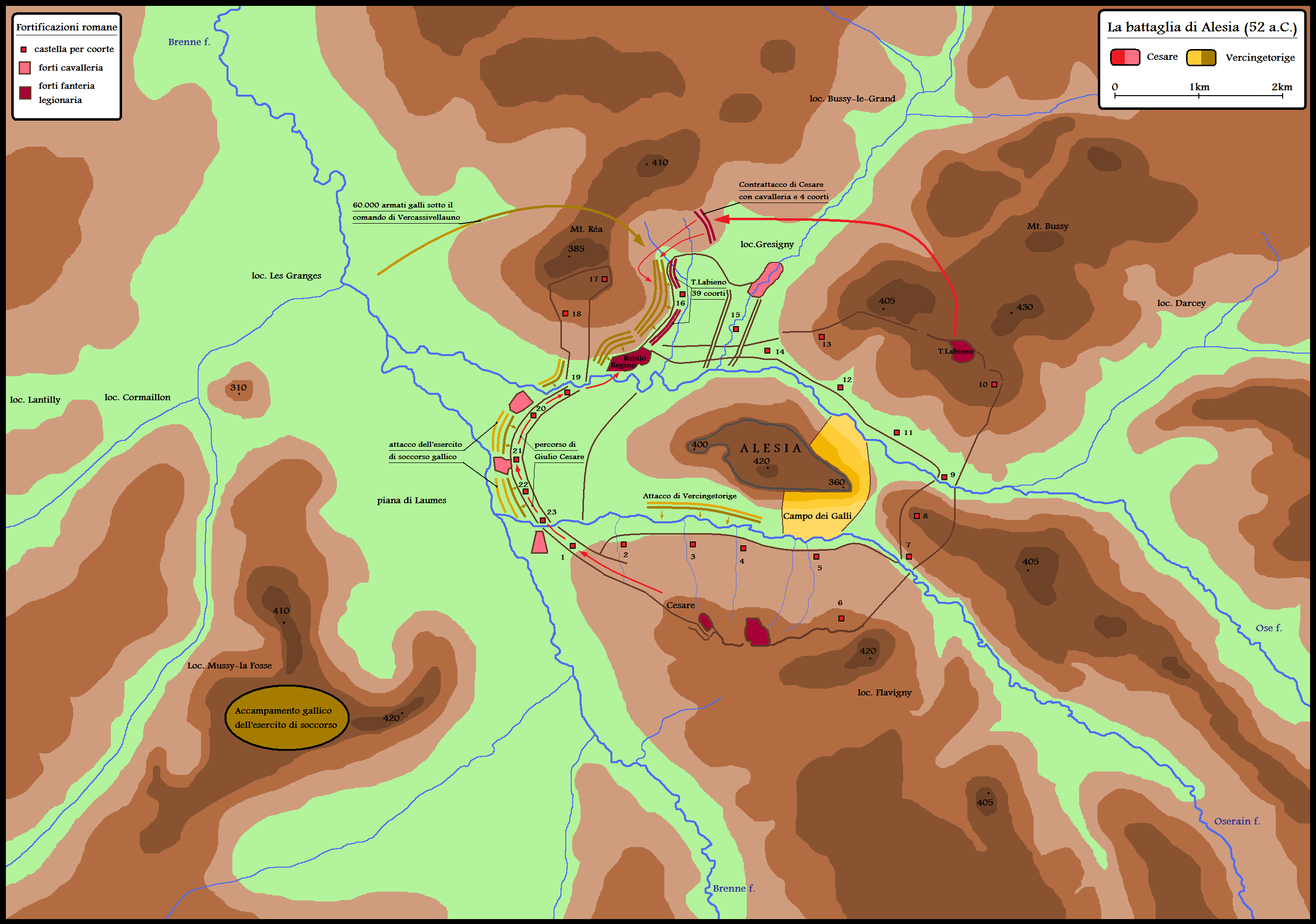
I momenti salienti della fase finale della battaglia di Alesia.

Entrambi i contendenti sapevano che in questa battaglia si giocavano i loro destini. I Galli, se non fossero riusciti a sfondare la linea fortificata romana, avrebbero dovuto abbandonare ogni speranza di libertà; i Romani, se avessero vinto, avrebbero posto fine a tutte le sofferenze della guerra. La situazione era particolarmente grave per i Romani lungo il tratto superiore: qui la pendenza del colle favoriva i continui attacchi dei Galli, i quali - oltre a scagliare una grande quantità di dardi contro le fortificazioni romane provocandone numerose vittime - sostituivano con continuità le prime linee con truppe fresche (grazie alla loro elevata superiorità numerica) ed erano riusciti a colmare in alcuni tratti i fossati, dandone la scalata alla prospiciente palizzata.
Cesare, informato di questa difficile situazione, decise per prima cosa di inviare il suo più valido collaboratore, Labieno, con sei coorti a soccorrere il campo superiore, poi il giovane Decimo Bruto con altre coorti ed ancora Gaio Fabio con altre ancora. Il generale mosse nella stessa direzione dell'accampamento superiore, ma nel percorrere buona parte delle linee fortificate romane esortava i suoi legionari a non farsi vincere dalla fatica e prestava loro soccorso con truppe fresche.
(Cesare, De bello Gallico, VII, 86.)
Vercingetorige, disperando frattanto di poter sfondare la palizzata nella zona della piana di Laumes, diede l'assalto in salita alle fortificazioni meridionali, quelle più scoscese. Qui i Galli tentarono di colmare dove potevano i fossati con terra e graticci, mentre con le falci erano riusciti in alcuni punti a spezzare la palizzata dello schieramento romano.
Il proconsole romano, venuto a conoscenza che malgrado avesse inviato numerose coorti in soccorso la situazione al campo settentrionale continuava ad essere assai grave, decise di recarsi personalmente con nuovi reparti legionari raccolti durante il percorso di avvicinamento. Qui non solo riuscì a ristabilire la situazione a favore dei Romani, ma con mossa inaspettata e repentina ordinò a quattro coorti e a parte della cavalleria di seguirlo: aveva in mente di aggirare le fortificazioni ed attaccare il nemico alle spalle. Frattanto Labieno, radunate dai vicini fortilizi in tutto trentanove coorti, si apprestò a muovere anch'egli contro il nemico.
(Cesare, De bello Gallico, VII, 88.)
Cesare aveva vinto nuovamente. Questa volta aveva, però, sconfitto l'intera coalizione della Gallia. La sua era stata una vittoria totale contro l'impero dei Celti.

### Vercingetorige si arrende a Cesare

Vercingetorige getta le armi ai piedi di Cesare (Lionel-Noël Royer, 1899)

Il giorno dopo (che alcuni studiosi moderni datano alla metà del mese di ottobre del calendario giuliano) il comandante gallico con fierezza convocò il consiglio e dichiarò di aver intrapreso questa guerra non per utilità propria, ma per la libertà della Gallia.
Egli rimetteva la sua vita nelle mani dell'assemblea: era disponibile sia a morire per dare soddisfazione ai Romani, sia ad essere consegnato quale preda di guerra a Cesare. Furono, pertanto, inviati ambasciatori al proconsole romano per trattare le condizioni della resa. La risposta non si fece attendere: dovevano consegnare tutte le armi e presentare i capi della rivolta. Il proconsole romano, che aveva fatto porre il proprio seggio davanti alle fortificazioni («Ipse in munitione pro castris consedit»), accolse la resa dei capi galli e la consegna del comandante sconfitto.
(Plutarco, Vite parallele, Cesare, 27, 9-10.)
(Floro, Epitome di storia romana, I, 45, 26.)
(Cassio Dione Cocceiano, Storia romana, XL, 41.)

## Conseguenze
La fine di Alesia segnò la fine della resistenza e del sogno di libertà della Gallia unita. I soldati di Alesia furono fatti prigionieri e in parte assegnati in schiavitù ai legionari di Cesare come bottino di guerra, ad eccezione di ventimila armati facenti parte delle tribù degli Edui e degli Arverni, che furono liberati per salvaguardare l'alleanza dei due più importanti popoli gallici con Roma. Vercingetorige fu rinchiuso nel Carcere Mamertino e nei sei anni successivi rimase nell'attesa di essere esibito nella sfilata trionfale di Cesare, per poi essere strangolato una volta terminata la processione, come era tradizione per i comandanti nemici catturati.
L'inflessibile crudeltà del proconsole verso il capo della coalizione dei Galli, che si era offerto a lui per salvare la sorte delle sue genti con tanto onore e passione, risulta però poco comprensibile allo storico Jérôme Carcopino, il quale sottolinea quanto contrastasse con la fama che Cesare fino a quel momento aveva avuto di uomo clemente. Forse la ragione è da ricercarsi in un profondo rancore che il generale romano nutriva non tanto nei confronti dell'amico che lo aveva tradito, ma quanto nel capo della coalizione che aveva compromesso la sua vittoria finale ed il suo avvenire in un momento tanto difficile della sua vita politica romana.
Per Cesare la vittoria di Alesia costituì il suo più grande successo come generale, e inoltre ancora oggi è considerato uno degli esempi di strategia militare più importanti dell'intera storia umana. Il proconsole romano ottenne questa travolgente vittoria dopo la sconfitta di Gergovia, così come avvenne nel 48 a.C. a Durazzo a cui seguì la fondamentale vittoria di Farsalo nella guerra civile contro Pompeo. Le sue più importanti e decisive vittorie belliche erano, quindi, maturate da precedenti limitate sconfitte.
L'evento, descritto da diversi autori contemporanei, ma soprattutto dallo stesso Cesare nel suo De bello Gallico, fu oggetto di importanti attenzioni da parte del Senato romano, che proclamò venti giorni di festeggiamenti per questa vittoria, pur rifiutando a Cesare l'onore di celebrarne il trionfo. Cosa, peraltro, che Cesare ottenne sul finire della guerra civile che sarebbe seguita.

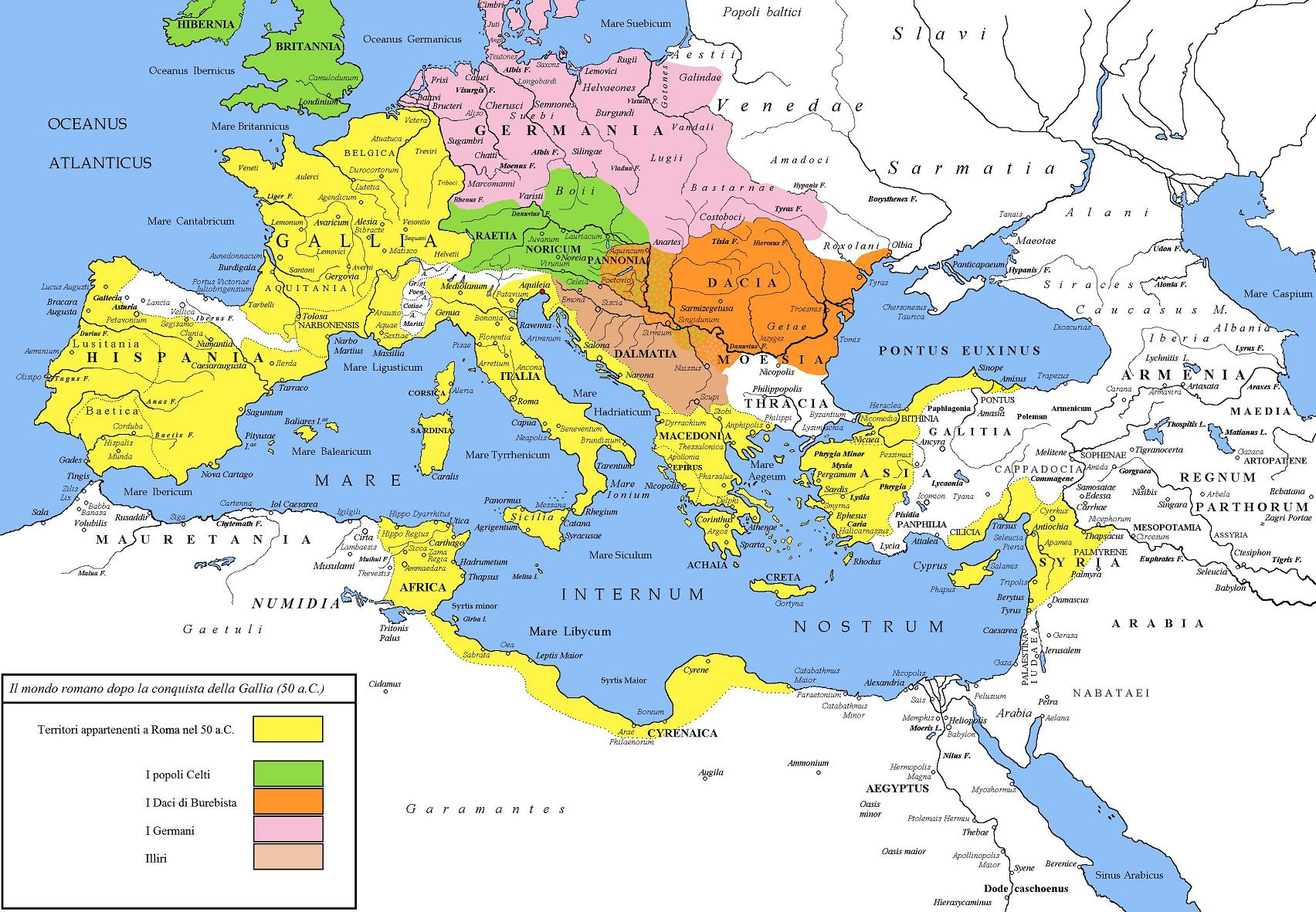
Il mondo romano nel 50 a.C. dopo la conquista della Gallia.

La conquista della Gallia fu un evento epocale per la storia dell'Occidente. Roma, che sino ad allora era stata un impero mediterraneo, divenne da questo momento la dominatrice dell'Europa transalpina. Nei decenni che seguirono, vennero sottomesse le Alpi, la Rezia, il Norico e la Britannia, andando a costituire quello che sarà per i secoli successivi il dominio di Roma nel vecchio continente.
A seguito della conquista della Gallia, i suoi destini procedettero parallelamente a quelli di Roma: la Gallia andò via via romanizzandosi attraverso la costruzione di nuove città, strade ed acquedotti, in un sincretismo che diede vita a quella cultura gallo-romana in seguito assimilata anche dagli invasori Franchi e su cui germoglierà il Sacro Romano Impero di Carlo Magno.
Ottanta anni dopo la conquista, Claudio avrebbe permesso ai notabili di origine gallica di confluire nel Senato, formalizzando un'integrazione oramai compiuta. Augusto, nel frattempo, aveva diviso la Gallia in diverse province: oltre alla preesistente Narbonense, vennero istituite le province di Aquitania, Lugdunense e Belgica.
La conquista della Gallia, grazie al tramite di Roma, proiettò definitivamente l'Europa continentale nel Mediterraneo; ma né il trionfatore Cesare, né lo sconfitto Vercingetorige poterono essere testimoni fino in fondo delle conseguenze dei loro atti: una morte violenta colse entrambi poco dopo la fine della guerra.

## Archeologia della battaglia e sua localizzazione
Per molti anni, l'esatta localizzazione della battaglia è rimasta sconosciuta. Le principali ipotesi identificavano Alesia con due città: Alesia nella Franca Contea ed a Alise-Sainte-Reine nella Costa d'oro, dove l'imperatore Napoleone III di Francia, in seguito agli scavi archeologici effettuati tra il 1861 ed il 1865 dal colonnello Stoffel, fece costruire una statua dedicata all'eroe gallico Vercingetorige. Anche se una delle ultime teorie ipotizza una collocazione della battaglia di Alesia a Chaux-des-Crotenay, ai piedi delle montagne del Giura, la localizzazione più probabile rimane, per la maggior parte degli studiosi moderni, quella di Alise-Sainte-Reine, presso il monte Auxonis (418 metri), confermata anche dai recenti scavi archeologici, effettuati da Michel Reddé tra il 1991 ed il 1995, con tanto di documentazione fotografica aerea.

### Lungo la controvallazione interna

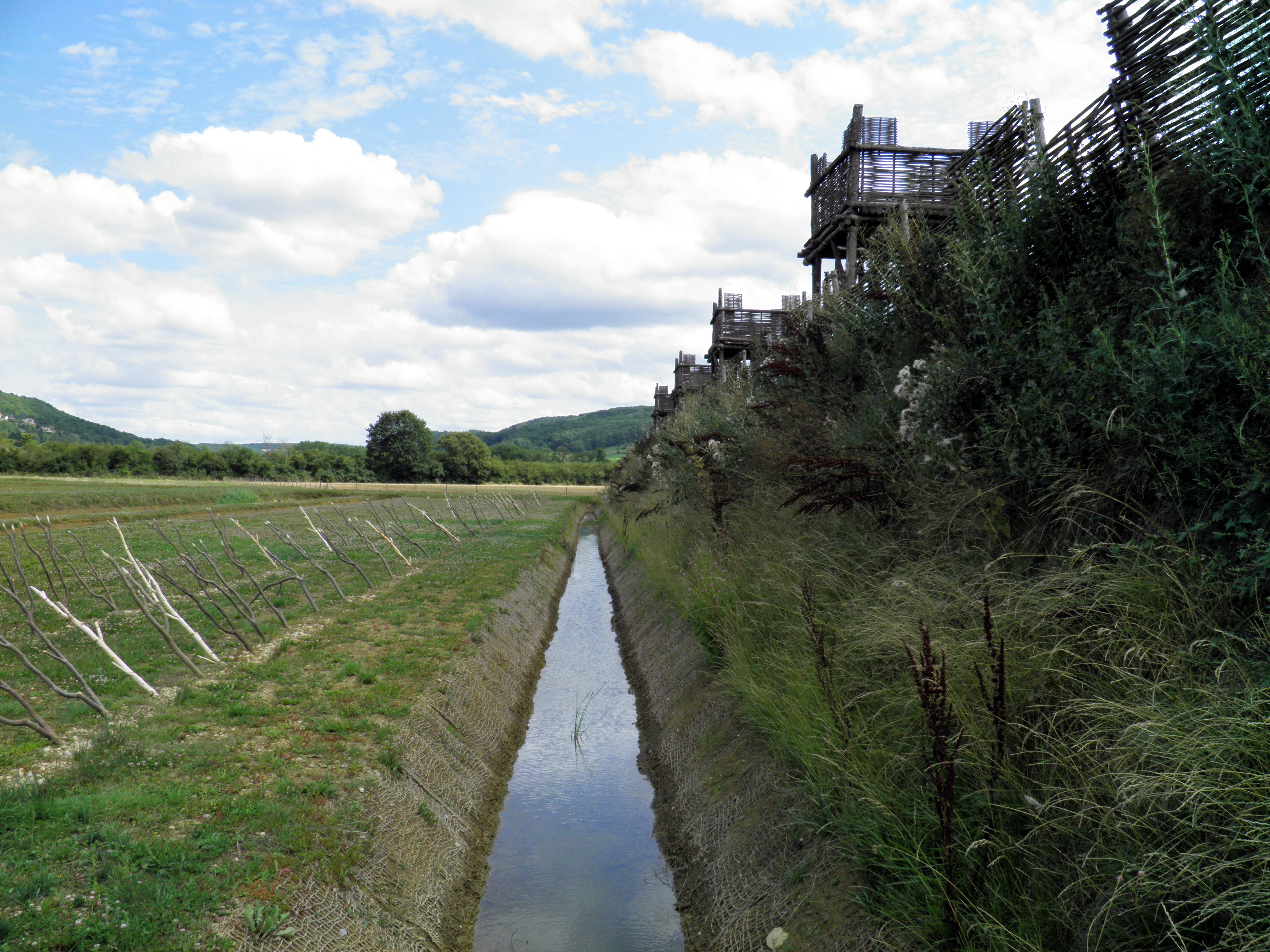
La controvallazione interna e il vicino fossato

Gli scavi hanno rivelato considerevoli varianti nelle fortificazioni descritte nel De bello Gallico di Cesare, a seconda della natura del terreno in cui erano state edificate. Ad esempio, il grande fossato (scavato, secondo la descrizione di Cesare, a quattrocento passi dalla circonvallazione interna) è stato identificato solo lungo il lato occidentale dell'oppidum celtico. Cesare potrebbe, infatti, aver previsto che solo un lato delle fortificazioni, quello posizionato lungo la piana di Laumes, sarebbe stato soggetto alla massima pressione, sia lungo la circonvallazione esterna sia quella interna e sotto gli attacchi contemporanei dell'esercito gallico assediato e di quello di soccorso.
Oltre a ciò, per un tratto della "controvallazione" interna, ai piedi del monte Rea, è stata scoperta l'esistenza non già di due bensì di tre fossi: il più lontano dalle fortificazioni romane era posizionato ad una certa distanza dai primi due, quello centrale sembra fosse stato riempito di acqua, mentre il più vicino si presenta con una forma a "V".
Al di là di questi tre fossi sono state, inoltre, identificate tracce che potrebbero testimoniare la presenza di rami, forse sormontati da una punta di metallo affilata. Si tratterebbe degli "stimuli" descritti da Cesare, mentre di fronte al campo della fanteria, ai piedi del Monte Rèa, sono stati identificati sei ordini di fosse, che potrebbero rappresentare i cosiddetti "gigli". Inoltre, gli ultimi scavi sembrano portare alla conclusione che le torri di guardia fossero posizionate non a ottanta piedi le une dalle altre (pari a ventiquattro-venticinque metri), bensì a circa cinquanta piedi (quattordici-quindici metri), almeno lungo la "controvallazione" occidentale.

### Lungo la circonvallazione esterna

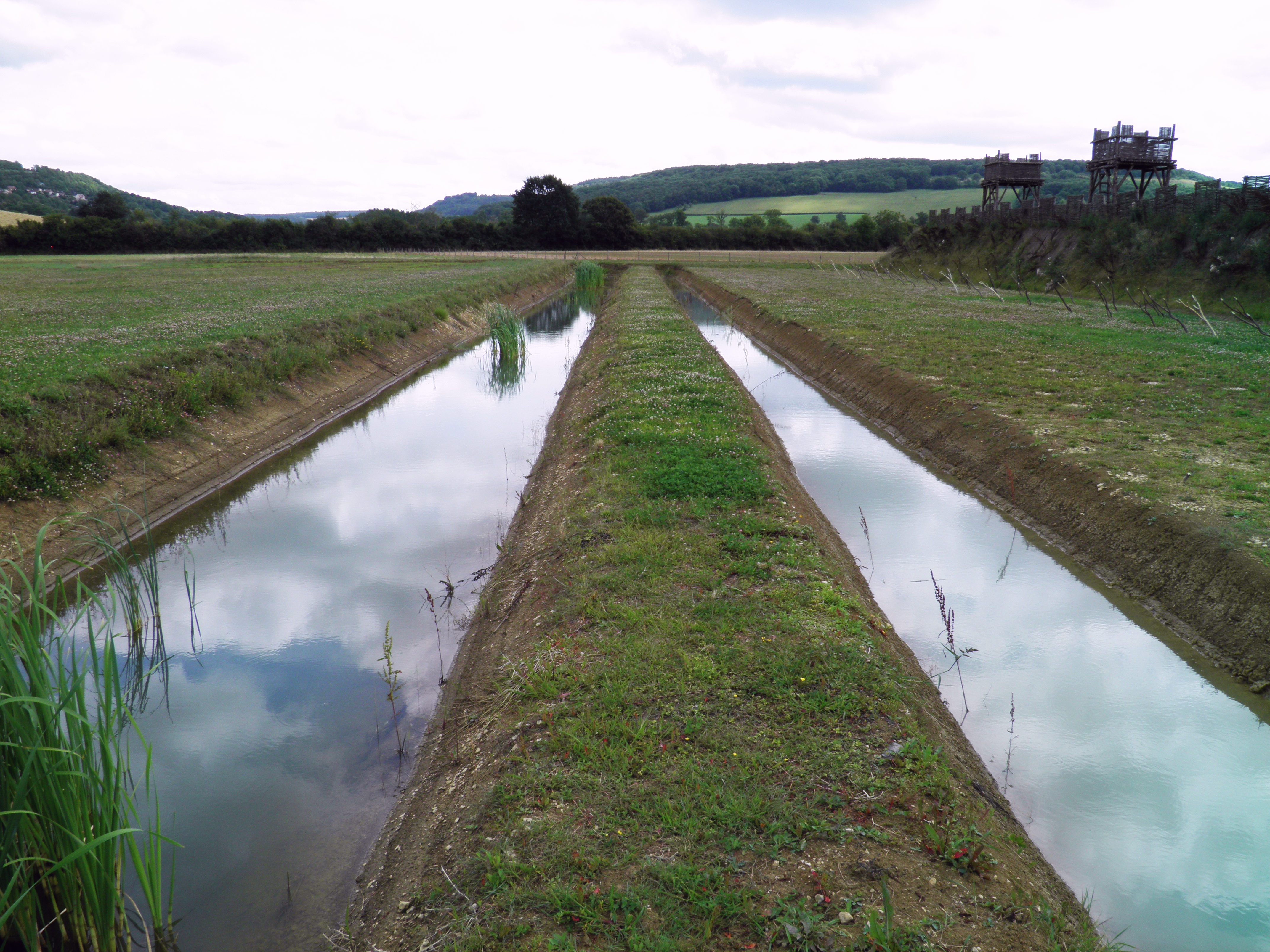
La controvallazione interna e i più distanti doppi fossati

La "circonvallazione" esterna presenta, invece, caratteristiche leggermente differenti (sempre lungo la piana di Laumes): due fosse parallele, di cui la più vicina alle fortificazioni romane, aveva forma a "V", mentre la più lontana era larga, con fondo piatto e probabilmente collegata ai due fiumi della regione (l'Ose e l'Oserain). Di fronte a questi due fossi, sono stati identificati cinque ordini di fosse, che potrebbero rappresentare i cosiddetti "gigli" di Cesare. Le torri erano invece posizionate a diciotto metri le une dalle altre, non a quindici come quelle della "controvallazione" o a venticinque come ci ha descritto Cesare.

### I campi della fanteria
Altri scavi, sempre più approfonditi, sono stati condotti presso due dei quattro campi della Fanteria Legionaria, che hanno rivelato come questi avessero superfici variabili tra un minimo di due ettari e mezzo e un massimo di nove e mezzo:
- nel primo, presso il Monte de Bussy (che Reddé identifica con quello di Tito Labieno[47]), le torri di avvistamento sono posizionate a diciassette metri le une dalle altre, mentre le loro basi sembrano essere quadrati di due metri e mezzo per lato. Le fosse esterne al campo, lungo la "circonvallazione" esterna, sono poco profonde e larghe tre metri e mezzo; le porte esterne, larghe dodici metri, erano difese, in modo del tutto originale, dalla combinazione delle cosiddette protezioni a "titulum" e a "clavicula" dei castrum. Di fronte al campo vi erano inoltre due ordini dei cosiddetti "cippi" descritti da Cesare;
- il secondo, ovvero quello di Cesare presso il Monte de Flavigny (il più piccolo tra i castrum della fanteria romana), sembra fosse protetto da dispositivi di artiglieria legionaria.[46]

Il dato essenziale e conclusivo degli scavi compiuti sul sito di Alise-Sainte-Reine è che quanto descritto da Cesare nel suo De bello Gallico è stato confermato in toto dagli studiosi moderni, i quali nel corso delle campagne di scavo degli ultimi centocinquant'anni - pur rivelando una grande variabilità di forme - hanno messo in luce un sistema di assedio assai complesso e certamente geniale. Gli altri campi ed i diversi settori della "circonvallazione" e "controvallazione" non ancora indagati, e che saranno oggetto di ricerche archeologiche da parte delle prossime generazioni, potranno fornire ulteriori dati per meglio comprendere questo sistema di fortificazioni, definito dagli studiosi moderni "di difesa in profondità".

### Fonti primarie
- Gaio Giulio Cesare, De bello Gallico, libro VII.
- Cassio Dione, Storia romana, libri XL.
- Plutarco, Vite parallele, Vita di Cesare.
- Svetonio, Vite dei Cesari, Vita di Cesare.

### Fonti secondarie
- (EN) J.F.C. Fuller, Julius Caesar: Man, Soldier, and Tyrant, Da Capo Press, 1991, ISBN 0-306-80422-0.
- (EN) Adrian Goldsworthy, Roman Warfare, Cassell, 2002, ISBN 0-304-36265-4.
- (FR) Jacques Berger, Alésia, Chaux-des-Crotenay: pourquoi?, 2004.
- (FR) Jean-Pierre Picot, Le Dictionnaire historique de la Gaule, des origines à Clovis, Parigi, 2002.
- Peter Connolly, L'esercito romano, Milano, 1976.
- (FR) L.A. Constans, Guide Illustré des Campagnes de César en Gaule, Parigi, Les Belles Lettres, 1929.
- M. Cary, H. H. Scullard, Storia di Roma, vol. II, 2ª ed., Bologna, Il Mulino, 1988, ISBN 88-15-02021-7.
- Renato Agazzi, Giulio Cesare stratega in Gallia, Pavia, Iuculano, 2006, ISBN 88-7072-742-4.
- J. Carcopino, Giulio Cesare, traduzione di Anna Rosso Cattabiani, Rusconi, 1993, ISBN 88-18-18195-5.
- M. Jehne, Giulio Cesare, traduzione di Alessandro Cristofori, Il Mulino, 1999.
- E. Horst, Cesare, edizione italiana a cura di Augusto Guida, Rizzoli, 2000.
- Luciano Canfora, Giulio Cesare. Il dittatore democratico, Bari, Laterza, 1999, ISBN 88-420-5739-8.
- André Piganiol, Le conquiste dei Romani, Milano, 1989, ISBN 88-04-32321-3.
- (EN) Theodore Ayrault Dodge, Caesar, New York, 1989-1997, ISBN 0-306-80787-4.
- Peter Berresford Ellis, L'impero dei Celti, Casale Monferrato, 1998, ISBN 88-384-4008-5.
- Andrea Frediani, Le grandi battaglie di Giulio Cesare, Roma, 2003, ISBN 88-8289-941-1.
- Theodor Mommsen, Storia di Roma antica, vol. V/1, Firenze, 1973.
- (EN) Lawrende Keppie, The making of the roman army, cap. 3, Oklahoma, 1998, ISBN 0-8061-3014-8.
- (EN) Adrian Keith Goldsworthy, The roman army at war - 100 BC/AD 200, Oxford, 1998, ISBN 0-19-815090-3.
- Erik Abranson e Jean-Paul Colbus, La vita dei legionari ai tempi della guerra di Gallia, Milano, 1979.
- A. Noché, in Ogam, X, 1958 e 1959.
- (FR) Joseph-Romain Joly, Guide du siège d'Alésia, Digione, Impr. Bernigaud et Privat, 1966.
- M. Reddé e S. von Schnurbein, Les nouvelles fouilles d'Alesia (1991-1995), in XVI-th International Congress of Roman Frontier Studies, a cura di W. Groenman-van Waateringe, B.L. van Beek, W.J.H. Willems e S.L. Wynia, Exeter, 1997.